# Katedrála v Pamploně

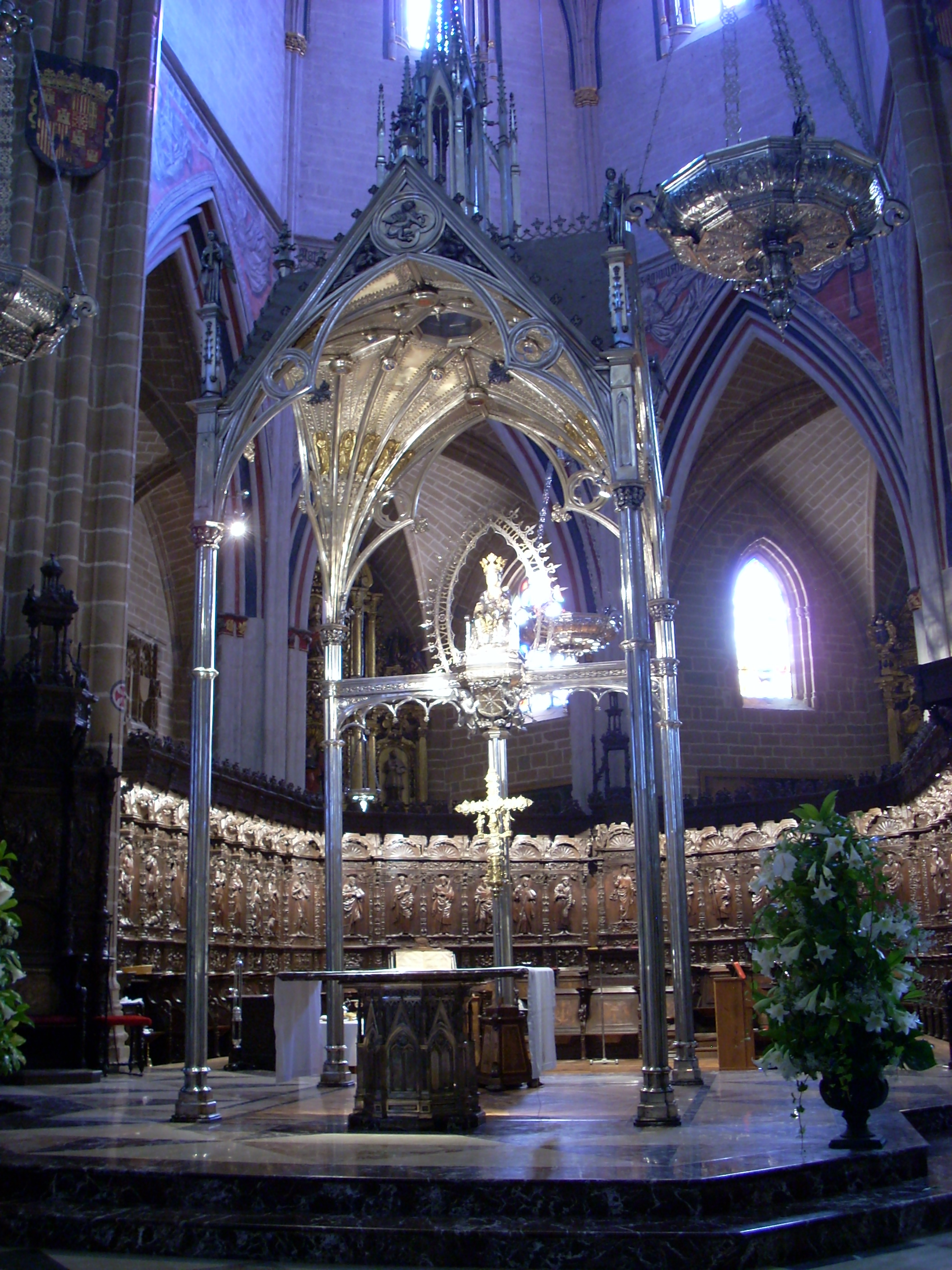
Interiér pamplonské katedrály

Katedrála Panny Marie v Pamploně (španělsky Catedral de Santa María de Pamplona) je duchovním centrem arcidiecéze ve španělské Pamploně.
Dnešní podoba katedrály pochází z konce 14. století, kdy byla na troskách původní románské stavby navarrským králem Karlem III. založena gotická stavba. Je zde umístěno pohřebiště navarrských králů.

## Panteon
- Garcia VII. Navarrský († 1150)
- Sancho VI. Navarrský († 1194) s manželkou Sanchou († 1175) a synem Remigiem († 1229)
- Theobald I. Navarrský († 1253)
- Jindřich I. Navarrský († 1274)
- Filip III. Navarrský († 1343)
- Karel II. Navarrský († 1387)
- Karel III. Navarrský († 1425) s manželkou Eleonorou a dětmi Karlem, Ludvíkem, Marií, Isabelou a Markétou
- Lancelot Navarrský († 1420)
- Anna z Cleves († 1448)